# Ancylis comptana
The Strawberry leaf-roller or Comptan's Ancylis Moth (Ancylis comptana) là một loài bướm đêm thuộc họ Tortricidae. Nó được tìm thấy ở the United Kingdom và Scandinavia to miền bắc Tây Ban Nha và Thổ Nhĩ Kỳ, Tiểu Á, Kazakhstan, Uzbekistan, Nga, Trung Quốc, Mông Cổ, Hàn Quốc và Nhật Bản. In Bắc Mỹ, it is represented by ssp. fragariae.
Sải cánh dài 11–14 mm. Con trưởng thành bay từ tháng 4 đến tháng 6 và from giữa tháng 7 till tháng 9. Có hai thế hệ / năm ở châu Âu. Tại Bắc Mỹ, loài bướm đêm của thế hệ đầu tiên bay từ cuối tháng ba-tháng tư và thế hệ thứ 2 vào cuối tháng 5 và tháng 6. Ở đây, ngay cả một thế hệ thứ ba hoặc thứ tư đôi khi xuất hiện, bay vào tháng 8 và từ tháng 9 đến tháng 10.
Ấu trùng ăn Sanguisorba minor, Potentilla, Fragaria, Teucrium, Rosa, Dryas octopetala, Rubus idaeus, Rubus icaesius và Thymus. Loài này ăn dâu tây và gây hại cây này ở Hoa Kỳ.

## Phụ loài
- Ancylis comptana comptana (Eurasia)
- Ancylis comptana fragariae (North America)

## Hình ảnh

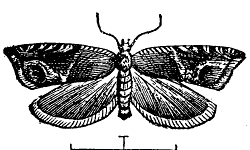